# گلچهران
گُلچهران روستایی است از توابع شهرستان بروجرد در استان لرستان. این روستا در دهستان گودرزی در بخش اشترینان این شهرستان قرار دارد.

## جغرافیا
گلچهران در منطقه ای با آب و هوای سرد و کوهستانی در شمال غربی شهر بروجرد و جنوب شهر اشترینان قرار گرفته‌است. روستای گلچهران در کیلومتر ۷ جاده بروجرد – ملایر واقع شده‌است و با راهی فرعی به طول یک کیلومتر به این جاده می‌پیوندد. روستاهای نزدیک به این روستا عبارتند از:ملمیجان، دره گرگ، قائدطاهر، چهاربره، شومه، رضاآباد، بردسره، بندیزه، خشتیانک، ونایی، کرکیخان و ده ترکان.
از دشت‌ها و زمین‌های هموار مجاور این روستا می‌توان به دشت‌های برخوردار، چشمه کوره، دره بید، توکه، چشمه محمد، آرمیلاخور، نیزار، درآسیاب، رودخانه بالا، دره غفارکش، چشک رضا (چشمه کل رضا)، کاه ریز، چشمه سبز، اوتاف، دره رود و بردسفید اشاره کرد. عمده محصول باغی این منطقه انگور است و بیشتر زمین‌های این منطقه زیر کشت دیم گندم و جو است.

## گردشگری
گلچهران در منطقه مشهور و خوش آب و هوای تک درخت بروجرد واقع شده‌است. در اطراف گلچهران مناطق سرسبز و خوش آب و هوایی وجود دارد که شهرنشینان بروجردی و دیگر مناطق اطراف را در روزهای تعطیل بهار و تابستان به خود جذب می‌کند. از جمله گردشگاه‌های تفریحی گلچهران می‌توان به گلال یا رودخانه کوچک منطقه و بیشه زارهای اطراف آن اشاره کرد. همچنین باغ‌های گسترده انگور در مناطق گلال، توکه، چش کوره (چشمه کوره)، چش ممد (چشمه محمد)، زیر اسل، دره غوئیله (دره عمیق) و دره کهریز زیبایی خاصی به منطقه بخشیده‌اند. از دیگر نقاط دیدنی روستای گلچهران می‌توان به سرتپه، سقاخانه جعفر، سر خرمن جا (خرمنگاه)، مزارستان، قلاخانی، مسافرخانه، قلا خرمن جویی و قلا عمو غلامحسن اشاره کرد.
نزدیکترین روستا به آن روستای ملمیجان است.

## جمعیت
بنابر سرشماری مرکز آمار ایران، جمعیت گل چهران در سال ۱۳۸۵ برابر با ۷۵۷ نفر بوده‌است که از این میان ۳۷۱ نفر مرد و بقیه زن بوده‌اند. این روستا ۲۰۰ خانوار دارد.

## وضعیت فرهنگی
گویش مردمان این روستا لری سیلاخوری محلی است که با لهجه‌های روستاهای مجاور اندکی متفاوت است. زندگی طایفه‌ای در روستا رنگ باخته‌است. با این وجود از نظر تبارشناسی، بیشتر ساکنان روستا از طایفه‌های مرادجانی، موسیوند بختیاری، کوشکی، قرمیلی، و هستند. نام خانوادگی بیشتر ساکنان روستای گلچهران، معظمی گودرزی است. به همین علت اسامی افراد در این روستا بیشتر همراه با اسم پدر ذکر می‌شود. کشاورزی، کارگری ساختمانی و دامپروری شغل بیشتر اهالی گلچهران است.
این روستا زادگاه پهلوان نامی کشتی کشور مرحوم عزت‌الله گودرزی است که از کشتی گیران بنام و هم عصر جهان پهلوان تختی است که از او به عنوان اولین رقیب مرحوم تختی نام برده می‌شود. مشاغل این روستا بر عکس دیگر روستاها که عمدتاً کشاورزی می‌باشد کارگری و کشاورزی و مخلوطی از انواع مشاغل دیگر می‌باشد.

## امکانات روستا
از امکانات عمومی گلچهران می‌توان به شبکه آب، برق، تلفن، مدرسه راهنمایی و ابتدایی، مهدکودک، خانه بهداشت، حمام عمومی، مسجد و حسینیه اشاره کرد. بافت خانه‌های گلچهران بیشتر به صورت خشتی بود که در اثر زمین‌لرزه بروجرد در سال ۱۳۸۵، بخشی از بافت قدیمی خانه‌ها تخریب و خانه‌های جدید در آن احداث شد. روستای گلچهران دارای دهیاری و شورای اسلامی روستا است.